# 畢友宜
毕友宜，湖广蕲水人。清朝官员。
康熙十八年（1679年）己未科进士。康熙二十八年（1689年）任福建邵武府建宁县知县。旧《建宁县志·名宦》有传。